# Dino Pedriali
Dino Pedriali (Roma, 1950 -  Roma, 11 de noviembre de 2021) fue un fotógrafo italiano.

## Dino Pedriali: ElCaravaggiode la fotografía italiana
En el año 2004, con motivo de la retrospectiva "Nudi e ritratti - Fotografie dal 1974/2003", el crítico de arte Peter Weiermair definió a Pedriali como el "Caravaggio de la fotografía del siglo XX", refiriéndose en particular al género del desnudo. De hecho escribió: "Como Caravaggio, cogía sus modelos de la calle y los ennoblecía en sus cuadros, ostentando su belleza lasciva de apariencia mitológica o bíblica (jóvenes amores o apóstoles senescentes) despojándolos de sus ropas; así Pedriali desnuda a sus modelos proletarios mostrando la fuerza, el orgullo y la conciencia de sí mismos".
Pedriali es el Caravaggio de la fotografía, pero no tanto por su modo de representar, de fotografiar, de disponer los cuerpos desnudos de sus modelos en la escena, sino por su singular adopción de un género en el que el pintor del siglo XVII sobresalía, la naturaleza muerta, que se afianzó como género independiente en el siglo XVII promovida por la revolución cultural laica y una nueva orientación artística de la que Caravaggio fue sumo artífice.
Por su objetivo han pasado desde chicos de la calle hasta grandes personajes como Segal, Giacomo Manzù, Giorgio de Chirico, Federico Zeri, Carné, Rama, Alberto Moravia, Federico Fellini, Rudolf Nurejev, Andy Warhol, Man Ray y Pier Paolo Pasolini, este último fotografiado en su casa de Chia en 1975 para el libro Petrolio poco antes de su trágico asesinato ocurrido el 2 de noviembre de 1975 en el hidroparque de Ostia.